# Oreo kidman
Oreo kidman is een spinnensoort uit de familie Gallieniellidae. De soort komt voor in Noordelijk Territorium.